# Иванов, Пётр Васильевич (контр-адмирал)
Пётр Васильевич Иванов (14 июня 1857 — ?) — русский морской офицер, контр-адмирал, участник Цусимского сражения.

## Биография
Из дворян города Кронштадта.
- 15 сентября 1875 — Воспитанник Морского Училища.
- 1 мая 1876 — Принят на действительную службу.
- 1 мая 1879 — Гардемарин.
- 26 марта 1880 — В составе 2-го флотского экипажа.
- 30 августа 1880 — Мичман.
- 20 сентября 1880 — 30 августа 1881 — В переменном составе флотской стрелковой роты.
- 20 сентября 1881 — 13 мая 1882 — В переменном составе флотской стрелковой роты.
- 1 января 1885 — Лейтенант.
- 12 мая 1886 — Командир 6-й роты клипера «Разбойник».
- 25 сентября 1886 — Ревизор монитора «Вещун».
- 21 сентября 1890 — Заведующий отделением учебной команды строевых квартирмейстеров.
- 22 сентября 1892 — Ротный командир учебной команды строевых квартирмейстеров.
- 11 апреля 1893 — Вахтенный начальник учебного судна «Скобелев».
- 28 июня 1894 — Командир 2-й роты крейсера «Генерал-Адмирал».
- 1 июля 1894 — Переведён в 1-й флотский экипаж (1.7.1894).
- 1897—1899 — Старший офицер учебного судна «Воин»
- 1899—1902 — Старший офицер учебного судна «Князь Пожарский».
- 9 апреля 1900 — Капитан 2-го ранга.
- 7 октября 1902 — Командир эскадренного миноносца «Бодрый».
- 1904—1905 — Участвовал в Цусимском походе и сражении. Сняв с миноносца «Блестящий» команду и спасенных с «Осляби», ушёл в Шанхай, где разоружился.
- 27 августа 1908 — Заведующий 3-м дивизионом миноносцев в составе Резервной минной дивизии Балтийского моря.
- 12 марта 1909 — Начальник 11-го резервного дивизиона миноносцев.
- 31 августа 1910 — Старший помощник капитана Кронштадтского порта.
- 12 ноября 1911 — Переведён в береговой состав.
- 19 июня 1912 — Уволен со службы с присвоением контр-адмиральского звания.

## Отличия
- Гавайский орден Капиолани кавалерского креста 6-го класса (5.3.1884)
- Орден Святого Станислава III степени (1.1.1887)
- Орден Святой Анны III степени (1.1.1890)
- Серебряная медаль в память Царствования Императора Александра Третьего (1896)
- Орден Святого Станислава II степени (14.5.1896)
- Французский орден Почётного легиона кавалерского креста (1897)
- Серебряная медаль в память Священного Коронования Их Императорских Величеств (1898)
- Французский знак d’instruction publique (1902)
- Орден Святой Анны II степени (6.12.1904)